# آلکس سیلوا (بازیکن فوتبال، زاده ۱۹۸۵)
آلکس ساندرو دا سیلوا (پرتغالی: Alex Sandro da Silva؛ زادهٔ ۱۰ مارس ۱۹۸۵) که به صورت ساده با نام آلکس سیلوا شناخته می‌شود، بازیکن فوتبال اهل برزیل است.
او در تیم‌های فوتبال سائوپائولو، هامبورگ، فلامینگو و کروزیرو سابقهٔ حضور دارد. این بازیکن همچنین در سال، ۲۰۰۸ برای، زیر ۲۳ سال برزیل به میدان رفته‌است